# Taťána Kocembová
Taťána Netoličková (dekliški priimek Kocembová, poročena Slaninova), češka atletinja, * 2. maj 1962, Ostrava, Češkoslovaška.
Ni nastopila na poletnih olimpijskih igrah. Na svetovnih prvenstvih je leta 1983 osvojila srebrni medalji v teku na 400 m in štafeti 4x400 m, na evropskih prvenstvih leta 1982 srebrno medaljo v štafeti 4x400 m in bronasto v teku na 400 m, na evropskih dvoranskih prvenstvih pa naslov prvakinje v teku na 400 m leta 1984.